# Ota Sklenčka
Ota Sklenčka (19. prosince 1919 Hradec Králové – 10. října 1993 Praha) byl český herec a divadelní pedagog, manžel herečky Niny Popelíkové.

## Život a kariéra
Byl synem bankovního úředníka a esperantisty Otty Sklenčky a jeho manželky Boženy, rozené Dolanské.  Přes matku byl Ota spřízněn s rodinou Petra Ginze, který roku 1944 zahynul v Osvětimi.
Maturoval na gymnáziu v roce 1939 a po necelém semestru studia lékařství, když nacisté uzavřeli české vysoké školy, se dal na hereckou dráhu. S herectvím začínal v Horáckém divadle v Třebíči odkud přešel do divadla v Táboře, kde se také v roce 1945 oženil s hereckou kolegyní Ninou Popelíkovou. Později, od roku 1951, hrál také v pražském Divadle na Vinohradech, tehdy pod názvem Divadlo československé armády, resp. od září 1955 Ústřední divadlo Československé armády. Odtud přešel do Městských divadel pražských, kde hrál v letech 1961 až 1975, jeho herecká dráha pokračovala do roku 1980 v Realistickém divadle Zdeňka Nejedlého na pražském Smíchově (dnes zde sídlí Švandovo divadlo). Z tohoto divadla jej v roce 1989 angažoval zpět na Vinohrady nový ředitel Vinohradského divadla František Laurin. Zde pak setrval prakticky až do své smrti v roce 1993.
Od roku 1961 působil také jako divadelní pedagog na pražské DAMU. K jeho studentům patřil např. František Němec. Mezi jeho koníčky patřila výtvarná činnost, byl poměrně dobrým malířem a dále sportovním rybářem. Z rodiny si také odnesl vztah k esperantu a až do smrti byl členem Českého esperantského svazu.
Působil také v rozhlase, ve filmu, a byl často obsazován i v televizi, jak v seriálech, tak televizních inscenacích. Poslední roli ztvárnil nedlouho před smrtí v seriálu Pomalé šípy. Je vůbec posledním hercem oceněným titulem národní umělec (roku 1988).

## Ocenění
- 1988 titul národní umělec

## Divadelní role, výběr
- 1946 Romain Rolland: Vlci, Teulier, divadlo v Teplicích, režie Tadeáš Šeřínský
- 1951 Anatolij Kuzmičev: V našem pluku, gard. plk. Matvejev, Divadlo československé armády – Divadlo na Vinohradech, režie Aleš Podhorský
- 1951 Alois Jirásek: Jan Roháč, titul. role, Divadlo československé armády – Divadlo na Vinohradech, režie Jan Škoda
- 1955 Friedrich Schiller: Don Carlos, Filip II, Divadlo československé armády – Divadlo na Vinohradech, režie Jan Škoda
- 1961 Leon Kruczkowski: Smrt guvernéra, Hrobník, Komorní divadlo, režie Ota Ornest
- 1962 M. Roli, L. Vincenzoni: Sbohem, Lugano, Brown, Komorní divadlo, režie Václav Hudeček
- 1989 Vítězslav Hálek: Záviš z Falkenštejna, Přemysl Otakar II, Divadlo na Vinohradech, režie Jan Kačer

## Filmografie

### Film
- 1954 Botostroj
- 1951 Mordová rokle – režie: Jiří Slavíček
- 1956 Nevěra – režie: K. M. Walló
- 1960 Smyk, režie Zbyněk Brynych
- 1961 Reportáž psaná na oprátce, režie Jaroslav Balík, role Adolf Kolínský
- 1963 Král Králů, režie Martin Frič
- 1963 Smrt si říká Engelchen, režie Ján Kadár a Elmar Klos
- 1963  Deváté jméno, režie Jiří Sequens
- 1970 Pěnička a Paraplíčko, režie Jiří Sequens
- 1971 Smrt černého krále, režie Jiří Sequens
- 1971 Petrolejové lampy, režie Juraj Herz
- 1973 Dny zrady I, II, režie Otakar Vávra
- 1974 Drahé tety a já, režie Zdeněk Podskalský
- 1975 Osvobození Prahy, režie Otakar Vávra
- 1976 Dům Na poříčí, režie Jiří Svoboda
- 1977 Zítra vstanu a opařím se čajem, režie Jindřich Polák
- 1978 Sólo pro starou dámu, režie Václav Matějka
- 1981 Dostih, režie Jaroslav Soukup
- 1981 V zámku a podzámčí, režie Ludvík Ráža
- 1982 Třetí princ, režie Antonín Moskalyk
- 1983 Záchvěv strachu, režie Jaroslav Soukup
- 1984 Atomová katedrála, režie Jaroslav Balík
- 1984 Prodloužený čas, režie Jaromil Jireš
- 1986 Velká filmová loupež, režie Oldřich Lipský a Zdeněk Podskalský
- 1988 Prokletí domu Hajnů, režie Jiří Svoboda
- 1989 Vážení přátelé, ano, režie Dušan Klein
- 1992 Helimadoe, režie Jaromil Jireš

### Televize
- 1965 Oliver Twist (TV inscenace – adaptace románu Charlese Dickense) – role: "strýček" starý žid Fagin, vedoucí party zlodějů
- 1966 Evženie Grandetová
- 1968 Sňatky z rozumu (TV seriál), režie: František Filip
- 1971 F. L. Věk (TV seriál), režie: František Filip
- 1971 Princ a chuďas (TV film), režie: Ludvík Ráža
- 1974 Královské řádění (TV inscenace hry) – role: arcibiskup Arnošt z Pardubic
- 1976 Muž na radnici (TV seriál), režie: Evžen Sokolovský – role: otec předsedy MěNV Bavora
- 1976 30 případů majora Zemana (TV seriál), režie: Jiří Sequens
- 1977 Nemocnice na kraji města (TV seriál), režie: Jaroslav Dudek
- 1977 Nikola Šuhaj loupežník (TV film) – role: Abram Beer
- 1978 Zákony pohybu (TV seriál), režie: Evžen Sokolovský – role: starý Brousek, údržbář n. p. Radiana
- 1979 Zákon rovnosti (TV inscenace) - role: dvorní rada Tonner
- 1979 Inženýrská odysea (TV seriál), režie: Evžen Sokolovský – role: ředitel Hlubočanských strojíren
- 1980 Okres na severu (TV seriál), režie: Evžen Sokolovský – role: Václav Meduna, tajemník OV KSČ pro zemědělství
- 1980 Nezralé maliny (TV film), režie: František Filip
- 1981 Soví hnízdo (TV seriál), režie: Evžen Sokolovský
- 1982 Malý pitaval z velkého města (TV seriál), režie: Jaroslav Dudek – role: starý Ambrož (7. díl)
- 1982 O labuti, režie: Jaromil Jireš
- 1982 Plášť Marie Terezie, režie: Jiří Bělka
- 1982 Dobrá Voda (TV seriál), režie: František Filip
- 1982 Bakaláři (TV cyklus) epizoda: Klíče – role: dědeček
- 1983 Duch soudce Pauknera, režie: Anna Procházková
- 1984 Sanitka (TV seriál) – režie: Jiří Adamec – role: strýc Kamil Jandera
- 1985 Havárie v zámeckém parku, režie Vladimír Karlík
- 1985 Případ Platfus, režie František Filip – role: JUDr. Lískovec
- 1986 Panoptikum Města pražského (TV seriál), režie Antonín Moskalyk
- 1988 Rodáci (TV seriál), režie Jiří Adamec
- 1993 Pomalé šípy (TV seriál), režie: Vlastimil Venclík a Jaroslav Papoušek – role: prof. Jindřich Hančl